# Децентралізована адміністрація
Децентралізована адміністрація (грец. Αποκεντρωμένη διοίκηση) — адміністративно-територіальна одиниця Греції найвищого рівня. Введена 1 січня 2011 року із новим адміністративним поділом відповідно до Програми «Каллікратіс».
Загалом територія Греція поділяється на 7 децентралізованих адміністрацій. До їх складу входять від 1 до 3 периферій. Очолює децентралізовану адміністрацію генеральний секретар, який призначається урядом Греції і діє відповідно до урядових директив. Існує також консультативні ради, до складу яких входять регіональні керівники, які наділені виключно дорадчими функціями і самостійно не приймають рішень.

## Перелік адміністрацій
|  | Децентралізована адміністрація                                                            | Столиця  | Периферії                                            | Площа, км² | Населення | Карта |
|  | ----------------------------------------------------------------------------------------- | -------- | ---------------------------------------------------- | ---------- | --------- | ----- |
|  | Аттики                                                                                    | Афіни    | Аттика                                               | 3 808      | 3 761 810 |       |
|  | Македонії і Фракії                                                                        | Салоніки | Центральна Македонія, Східна Македонія та Фракія     | 32 968     | 2 483 019 |       |
|  | Епіру та Західної Македонії                                                               | Яніна    | Епір, Західна Македонія                              | 20 553     | 1 094 326 |       |
|  | Фессалії і Центральної Греції                                                             | Лариса   | Фессалія, Центральна Греція                          | 29 586     | 1 359 217 |       |
|  | Пелопоннесу, Західної Греції та Іонії                                                     | Патри    | Пелопоннес, Західна Греція, Іонічні острови          | 29 147     | 1 592 432 |       |
|  | Егейських островів                                                                        | Пірей    | Північні Егейські острови, Південні Егейські острови | 9 122      | 508 807   |       |
|  | Криту                                                                                     | Іракліон | Крит                                                 | 8 259      | 601 131   |       |
|  | Автономна чернеча область Святої Гори Афон має особливий статус та власний візовий режим. |          |                                                      |            |           |       |